# كلاتة شهاب
كلاتة شهاب (بالفارسية: کلاته شهاب) هي قرية تقع في قسم زيبد الريفي في إيران. يقدر عدد سكانها بـ 11 نسمة بحسب إحصاء 2016.